# We Are Motörhead
Albums de Motörhead
Snake Bite Love
(1998) Hammered
(2002)
We Are Motörhead est le quinzième album du groupe Motörhead sorti en 2000.

## Titres
Toutes les titres sont écrits par Lemmy, Phil Campbell et Mikkey Dee, sauf indication. God Save The Queen est une reprise des Sex Pistols.
1. See Me Burning – 2:59
2. Slow Dance – 4:29
3. Stay Out of Jail – 3:02
4. God Save the Queen (Paul Cook, Steve Jones, John Lydon, Glen Matlock) – 3:20
5. Out to Lunch – 3:26
6. Wake the Dead – 5:14
7. One More Fucking Time – 6:46
8. Stagefright/Crash & Burn – 3:02
9. (Wearing Your) Heart on Your Sleeve – 3:42
10. We Are Motörhead – 2:22

## Formation
- Lemmy Kilmister : Chants & Basse
- Phil Campbell : Guitare
- Mikkey Dee : Batterie